# Кресна
Кресна (до 1978. године Гара Пирин) град је у Републици Бугарској, у југозападном делу земље. Град је седиште истоимене општине Кресна у оквиру Благоевградске области.

## Географија
Град Кресна се налази у југозападном делу Бугарске, близу државне границе са Северном Македонијом — 10 km западно од града. Од престонице Софије град је удаљен око 130 km јужно, а од најближег већег града и седишта области, Благоевграда, град је удаљен око 40 km јужно.
Област Кресне налази се у средишњем делу реке Струма, у тзв. Креснанској клисури. Западно од града издиже се Малешевска планина, а источно Пирин. Надморска висина града је 170 m.
Клима у граду је измењено континентална са утицајем средоземне климе због близине Егејског мора.

## Историја
Окружење Кресне је насељено још у време Трачана. У доба старог Рима на овом месту постоји тврђава. Касније тога овим простором владају Византија, средњовековна Бугарска, Османско царство.
Турци Османлије освајају подручје града 1395. године и владају дуже од 5 векова. Кресна је припојена новооснованој држави Бугарској 1912. г..

## Становништво
По проценама из 2007. године. Кресна је имала око 3.600 ст. Већина градског становништва су етнички Бугари. Остатак су махом Роми. Последњих 20-ак година град за разлику од већине места у земљи има пад становништва уз удаљености од главних токова развоја у држави.
Већинска вероисповест становништва је православна.